# フィッシャーグリコシド化
フィッシャーグリコシド化（フィッシャーグリコシドか、英: Fischer glycosidation, Fischer glycosylation）は、酸触媒存在下、アルドースあるいはケトースとアルコールによってグリコシドを形成する反応である。本反応は、1902年ノーベル化学賞受賞者のドイツ人化学者エミール・フィッシャーによって1893年から1895年の間に開発された。
通常、本反応はアルコールを溶媒とし、糖質の溶液あるいは懸濁液の状態で行われる。大抵の場合、使用される糖は無保護である。フィッシャーグリコシド化反応は平衡反応であり環のサイズの異なる異性体およびアノマーの混合物を与える。また、少量の非環状構造の生成物を生じることもある。ヘキソースでは、短時間の反応では通常フラノース環が形成され、長時間の反応ではピラノースが形成される。長時間の反応では熱力学的に最も安定な生成物であるα-アノマーが生成する（アノマー効果）。

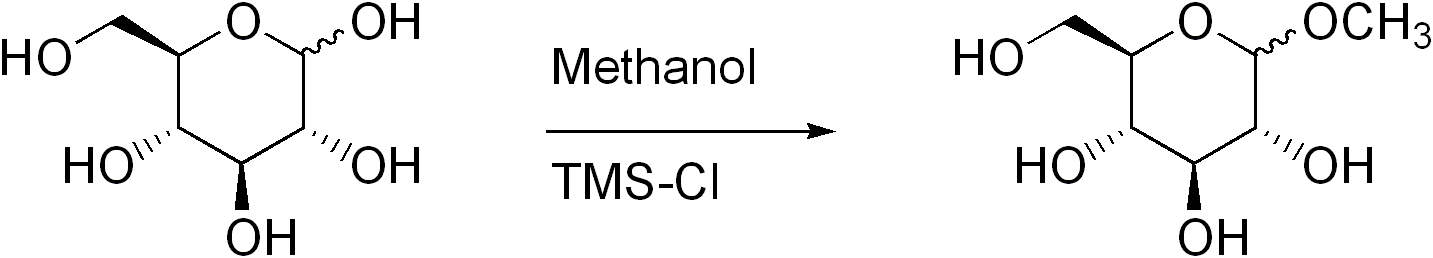
クロロトリメチルシランを触媒としたフィッシャーグリコシド化によるメチルグルコシドの合成

## ヘルフェリッヒ法
ヘルフェリッヒ法はフェノールを用いたグリコシド化である。